# 5100 Pasachoff
5100 Pasachoff este un asteroid din centura principală de asteroizi.

## Descriere
5100 Pasachoff este un asteroid din centura principală de asteroizi. A fost descoperit pe 15 aprilie 1985 la Stația Anderson Mesa de Edward L. G. Bowell. El prezintă o orbită caracterizată de o semiaxă mare de 2,47 ua, o excentricitate de 0,13 și o înclinație de 7,7° în raport cu ecliptica.